# Torre Azul
La Oerlikonturm (también conocida como la Torre Azul) se encuentra en el Parque Oerliker en el municipio de Zúrich en el cantón homónimo.

## Descripción
La torre de hormigón tiene 35,50 metros de altura, la plataforma de observación tiene 33 metros de altura y fue inaugurada en 2001. Toda la torre está cubierta con una red de acero de malla fina.
Alrededor de un núcleo de hormigón de 30 metros de altura, de color azul, 203 escalones, dispuestos a su alrededor, conducen a la primera plataforma. Desde allí, una escalera de caracol final (13 escalones) conduce a la plataforma de observación. La torre ofrece una vista de todo Oerlikon y partes de las comunidades circundantes.

## Galería

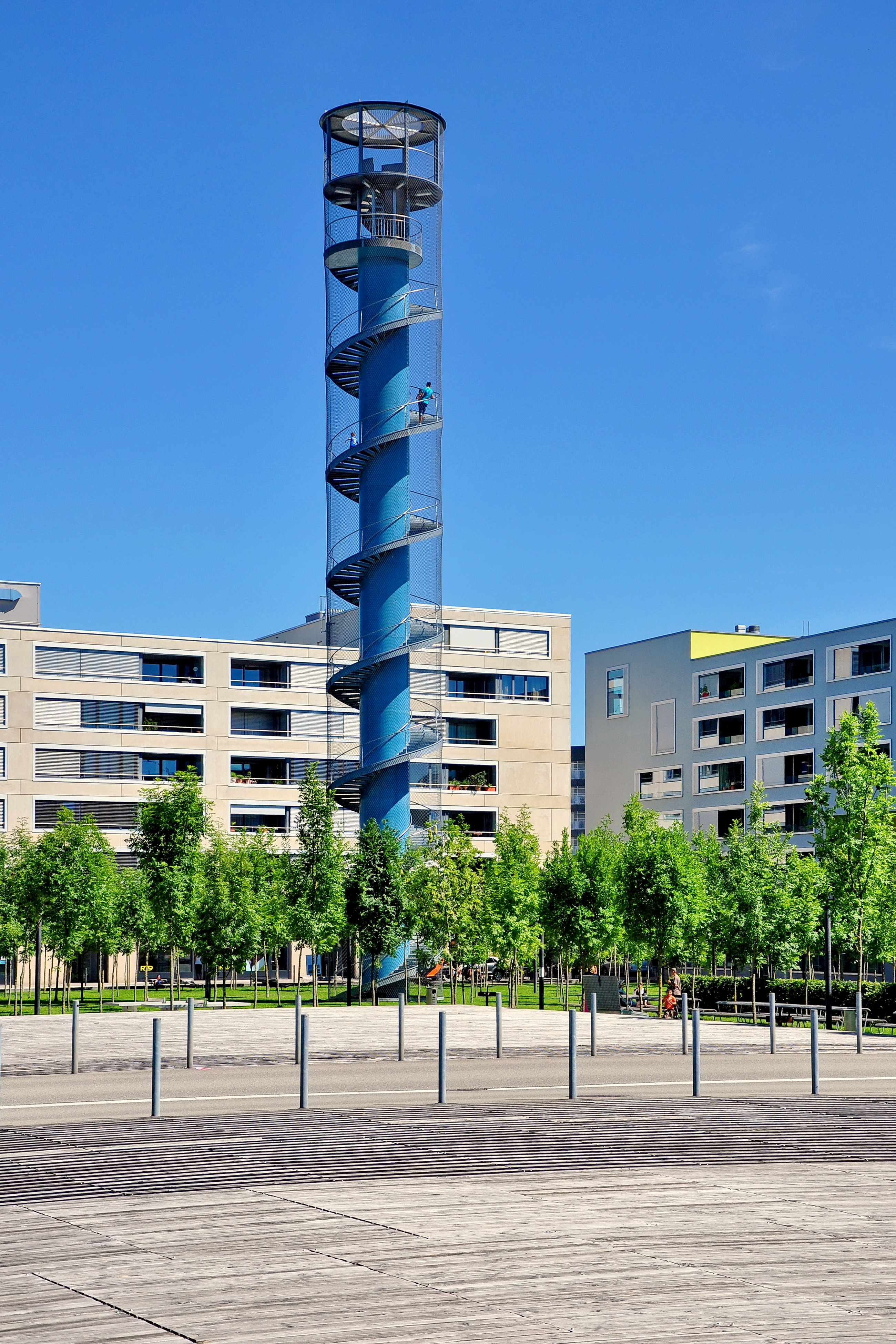
Vista general
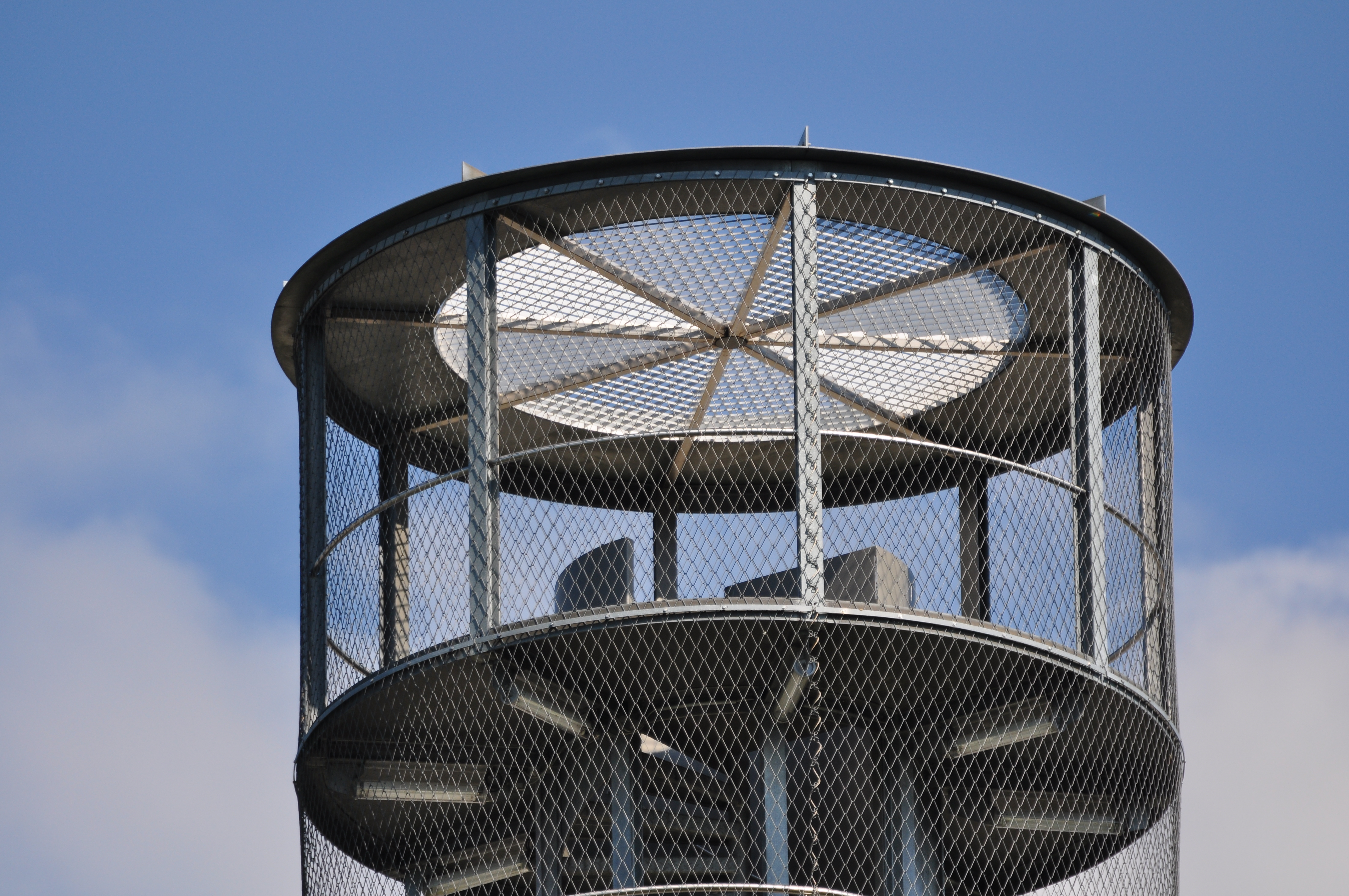
Plataforma
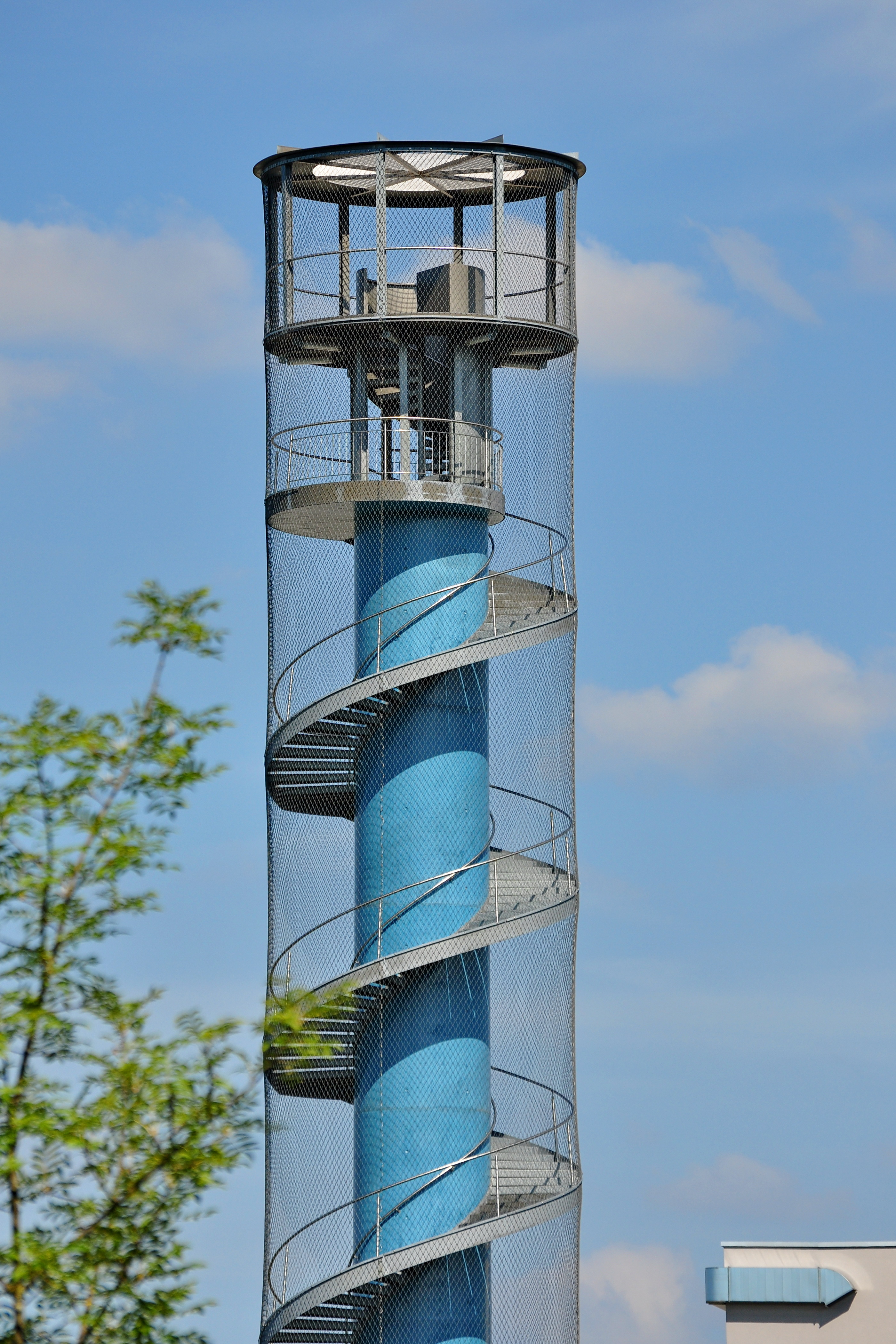
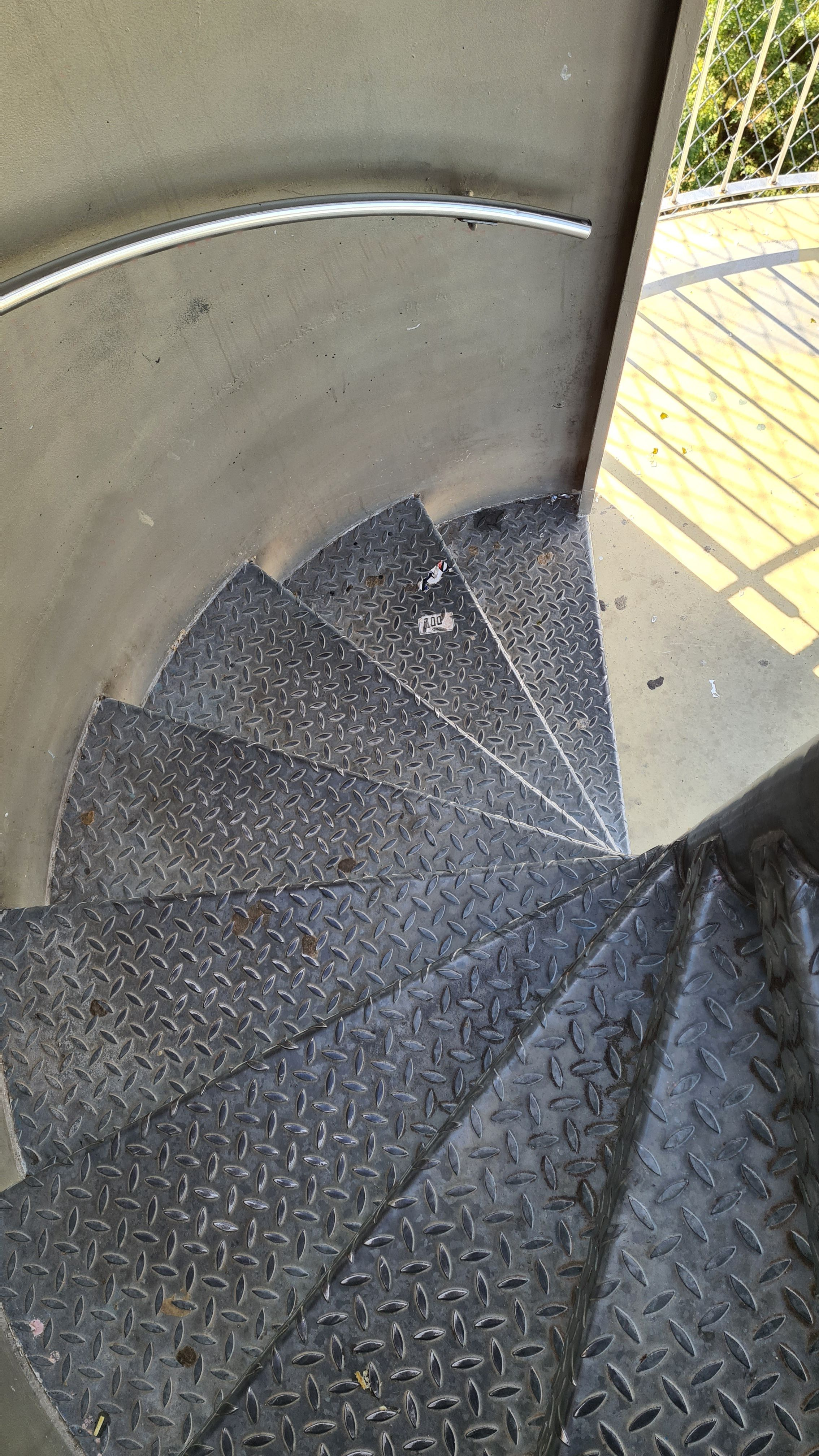
Escalera